# Фредериксен, Йонни
Йо́нни Фре́дериксен (дат. Johnny Frederiksen; род. 31 июля 1975, Видовре, Копенгаген) — датский кёрлингист.
В составе мужской сборной Дании участник зимних Олимпийских игр 2010, 2014 и 2018 годов (лучший результат — шестое место в 2014 году); участник одиннадцати чемпионатов мира (лучший результат — серебряный призёр в 2016 году), десяти чемпионатов Европы (лучший результат — серебряные призёры в 2010 году). Шестнадцатикратный чемпион Дании среди мужчин. Трёхкратный чемпион Дании среди смешанных команд. В составе юниорской мужской сборной участник трёх юниорских чемпионатов мира (лучший результат — восьмое место в 1994 и 1995 годах). Трёхкратный чемпион Дании среди юниоров.
В «классическом» кёрлинге (команда из четырёх человек одного пола) в основном играет на позициях четвёртого и третьего. Много сезонов был скипом команды, в том числе и на зимних Олимпийских играх.
В 2010 году был выбран в качестве знаменосца сборной Дании на церемонии открытия Олимпийских игр 2010 года в Ванкувере.

## Достижения
- Чемпионат мира по кёрлингу среди мужчин: серебро (2016).
- Чемпионат Европы по кёрлингу: серебро (2010), бронза (2007, 2011).
- Чемпионат Дании по кёрлингу среди мужчин: золото (2001, 2004, 2005, 2007, 2008, 2009, 2010, 2012, 2013, 2014, 2015, 2016, 2017, 2018, 2019, 2022), серебро (2024).
- Чемпионат Дании по кёрлингу среди смешанных команд: золото (1999, 2003, 2019).
- Чемпионат Дании по кёрлингу среди юниоров: золото (1994, 1995, 1996).

## Команды
| Сезон                                          | Четвёртый         | Третий             | Второй                | Первый                          | Запасной                                      | Турниры                                                |
| ---------------------------------------------- | ----------------- | ------------------ | --------------------- | ------------------------------- | --------------------------------------------- | ------------------------------------------------------ |
| 1993—94                                        | Йонни Фредериксен | Кеннет Хертсдаль   | Ларс Виландт          | Бо Йенсен                       | Lars Nissen                                   | ЧДЮ 1994 · ЧМЮ 1994 (8 место)                          |
| 1994—95                                        | Йонни Фредериксен | Бо Йенсен          | Ларс Виландт          | Lars Nissen                     |                                               | ЧДЮ 1995 · ЧМЮ 1995 (8 место)                          |
| 1995—96                                        | Йонни Фредериксен | Бо Йенсен          | Ларс Виландт          | Lars Nissen                     | Каспер Викстен                                | ЧДЮ 1996 · ЧМЮ 1996 (9 место)                          |
| 2000—01                                        | Йонни Фредериксен | Хенрик Якобсен     | Ларс Виландт          | Бо Йенсен                       | Герт Ларсен тренер: Олле Брудстен (ЧМ)        | ЧДМ 2001 · ЧМ 2001 (10 место)                          |
| 2003—04                                        | Йонни Фредериксен | Ларс Виландт       | Бо Йенсен             | Кеннет Дауке Андерсен           | Хенрик Якобсен                                | ЧДМ 2004                                               |
| 2003—04                                        | Йонни Фредериксен | Ларс Виландт       | Кеннет Дауке Андерсен | Бо Йенсен                       | Хенрик Якобсен                                | ЧМ 2004 (8 место)                                      |
| 2004—05                                        | Йонни Фредериксен | Ларс Виландт       | Бо Йенсен             | Кеннет Дауке Андерсен           | Хенрик Якобсен                                | ЧДМ 2005                                               |
| 2004—05                                        | Йонни Фредериксен | Ларс Виландт       | Кеннет Хертсдаль      | Бо Йенсен                       | Иван Фредериксен тренер: Рене Арнсфельт       | ЧМ 2005 (11 место)                                     |
| 2005—06                                        | Йонни Фредериксен | Ларс Виландт       | Кеннет Хертсдаль      | Бо Йенсен                       |                                               |                                                        |
| 2006—07                                        | Йонни Фредериксен | Ларс Виландт       | Бо Йенсен             | Кеннет Хертсдаль                | Иван Фредериксен тренер: Рене Арнсфельт (ЧМ)  | ЧЕ 2006 (8 место) · ЧДМ 2007 · ЧМ 2007 (11 место)      |
| 2007—08                                        | Йонни Фредериксен | Ларс Виландт       | Бо Йенсен             | Кеннет Хертсдаль                | Миккель Поульсен тренер: Ульрик Шмидт         | ЧЕ 2007                                                |
| 2007—08                                        | Йонни Фредериксен | Ларс Виландт       | Кеннет Хертсдаль      | Бо Йенсен                       | Ульрик Шмидт                                  | ЧДМ 2008                                               |
| 2007—08                                        | Йонни Фредериксен | Ларс Виландт       | Бо Йенсен             | Ульрик Шмидт                    | Миккель Поульсен тренер: Джон Хелстон         | ЧМ 2008 (9 место)                                      |
| 2008—09                                        | Йонни Фредериксен | Ларс Виландт       | Кеннет Хертсдаль      | Бо Йенсен                       | Ульрик Шмидт                                  | ЧДМ 2009                                               |
| 2008—09                                        | Йонни Фредериксен | Ульрик Шмидт       | Бо Йенсен             | Ларс Виландт                    | Миккель Поульсен тренер: Джеймс Драйбур       | ЧЕ 2008 (5 место) ЧМ 2009 (7 место)                    |
| 2009—10                                        | Йонни Фредериксен | Ларс Виландт       | Кеннет Хертсдаль      | Бо Йенсен                       | Ульрик Шмидт                                  | ЧДМ 2010                                               |
| 2009—10                                        | Йонни Фредериксен | Ульрик Шмидт       | Бо Йенсен             | Ларс Виландт                    | Миккель Поульсен тренер: Джеймс Драйбур       | ЧЕ 2009 (7 место) ЗОИ 2010 (9 место) ЧМ 2010 (5 место) |
| 2010—11                                        | Расмус Стьерне    | Миккель Краусе     | Миккель Поульсен      | Троэльс Харри                   | Йонни Фредериксен тренер: Ларс Виландт        | ЧЕ 2010                                                |
| 2011—12                                        | Расмус Стьерне    | Йонни Фредериксен  | Миккель Поульсен      | Троэльс Харри                   | Ларс Виландт тренер: Джеймс Драйбур (ЧЕ, ЧМ)  | ЧЕ 2011 · ЧДМ 2012 · ЧМ 2012 (7 место)                 |
| 2012—13                                        | Расмус Стьерне    | Йонни Фредериксен  | Миккель Поульсен      | Троэльс Харри                   | Ларс Виландт тренер: Джеймс Драйбур (ЧЕ, ЧМ)  | ЧЕ 2012 (4 место) · ЧДМ 2013 · ЧМ 2013 (4 место)       |
| 2013—14                                        | Расмус Стьерне    | Йонни Фредериксен  | Миккель Поульсен      | Троэльс Харри                   | Ларс Виландт тренер: Джеймс Драйбур (ЧЕ, ЗОИ) | ЧЕ 2013 (4 место) · ЗОИ 2014 (6 место) · ЧДМ 2014      |
| 2013—14                                        | Расмус Стьерне    | Йонни Фредериксен  | Ларс Виландт          | Троэльс Харри                   | Оливер Дюпон тренер: Джеймс Драйбур           | ЧМ 2014 (12 место)                                     |
| 2014—15                                        | Йонни Фредериксен | Бо Йенсен          | Ларс Виландт          | Кеннет Хертсдаль                |                                               | ЧДМ 2015                                               |
| 2015—16                                        | Расмус Стьерне    | Йонни Фредериксен  | Оливер Дюпон          | Троэльс Харри                   | Миккель Поульсен тренер: Микаэль Квист        | ЧДМ 2016                                               |
| 2015—16                                        | Расмус Стьерне    | Йонни Фредериксен  | Миккель Поульсен      | Троэльс Харри                   | Оливер Дюпон тренер: Микаэль Квист            | ЧЕ 2015 (11 место) · ЧМ 2016                           |
| 2016—17                                        | Расмус Стьерне    | Йонни Фредериксен  | Миккель Поульсен      | Оливер Дюпон Троэльс Харри (ЧЕ) | Оливер Дюпон (ЧЕ) тренер: Микаэль Квист       | ЧЕ 2016 (10 место)                                     |
| 2016—17                                        | Расмус Стьерне    | Йонни Фредериксен  | Миккель Поульсен      | Оливер Дюпон                    | Тобиас Туне                                   | ЧДМ 2017                                               |
| 2017—18                                        | Расмус Стьерне    | Йонни Фредериксен  | Миккель Поульсен      | Оливер Дюпон                    | Мортен Берг Томсен тренер: Микаэль Квист      | ЗОИ 2018 (10 место) · ЧДМ 2018                         |
| 2018—19                                        | Расмус Стьерне    | Йонни Фредериксен  | Ларс Виландт          | Оливер Дюпон                    | Кеннет Хертсдаль                              | ЧДМ 2019                                               |
| 2021—22                                        | Расмус Стьерне    | Йонни Фредериксен  | Миккель Поульсен      | Оливер Дюпон                    |                                               | ЧДМ 2022                                               |
| 2023—24                                        | Расмус Стьерне    | Йонни Фредериксен  | Оливер Дюпон          | Миккель Поульсен                | Ларс Виландт                                  | ЧДМ 2024                                               |
| Кёрлинг среди смешанных команд (mixed curling) |                   |                    |                       |                                 |                                               |                                                        |
| 1998—99                                        | Йонни Фредериксен | Louise Raun Jensen | Кеннет Хертсдаль      | Camilla Hansen                  |                                               | ЧДСК 1999                                              |
| 2002—03                                        | Йонни Фредериксен | Nete Larsen        | Кеннет Дауке          | Pernille Nielsen                | Ларс Виландт                                  | ЧДСК 2003                                              |
| 2018—19                                        | Йонни Фредериксен | Мадлен Дюпон       | Оливер Дюпон          | Дениз Дюпон                     |                                               | ЧДСК 2019                                              |

(скипы выделены полужирным шрифтом)

## Частная жизнь
Его отец Иван Фредериксен — также известный датский кёрлингист и тренер, призёр чемпионатов мира и Европы.
Начал заниматься кёрлингом в 1985 году в возрасте 10 лет.